# اللغة الأوسيتية
الأوسيتية هي لغة تنتمي إلى مجموعة اللغات الإيرانية من عائلة اللغات الهندية الأوروبية، لغة الشعب الاوسيتي الذي يقطن في كل من هنغاريا والقوقاز وسيستان.
أساس اللغة الأوسيتية من اللغة الإيرانية الأصيلة وهي اللغة الاوستية التي نشأت في سيستان وهي لغة السكوثيين وتسمى بالفارسية (اوستایی) وما زالت هناك كثير من الكلمات المتطابقة مع الفارسية تماما معها وكذلك بعض الأعداد وقد قام(خيتاغورف كوستا)في بداية القرن الماضي بإنشاء الأبجدية للغة وهي عبارة عن أحرف روسية مع اختلاف في عدد بسيط من الأحرف. وتنقسم اللغة الأوسيتية الآن إلى ثلاثة فروع وهي الايرونية والديغورية والكودارية المستخدمة في أوسيتيا الجنوبية. أما الأيرونية فهي الأقرب للغة الأم ويجدر الذكر أن اللغات الثلاثة الحالية غير متقاربة بشكل كبير.